# Microplitis ariatus
Microplitis ariatus är en stekelart som beskrevs av Papp 1979. Microplitis ariatus ingår i släktet Microplitis och familjen bracksteklar. Inga underarter finns listade i Catalogue of Life.